# Адольф-Леон Вілет
Адольф-Леон Віллетт (фр. Adolphe Léon Willette; 30 липня 1857, Шалон-ан-Шампань — 4 лютого 1926, Париж) — французький художник, ілюстратор, карикатурист і майстер плакатного мистецтва.

## Життя та творчість
Народився в сім'ї полковника Анрі-Леона Вілета, особистого ад'ютанта маршала Франції Франсуа-Ашиля Базена. У 18 років поїхав до Парижа, де чотири роки вивчав живопис в Національній школі витончених мистецтв, в класі Александра Кабанеля. 
У 1881 році вперше виставляє свою роботу в Паризькому Салоні. У 1882 році відкриває свою художню майстерню-ательє на Монмартрі. Художник ілюструє твори Віктора Гюго, створює сюжетні поштові листівки, оформляє меню для ресторанів. Співпрацює з паризькими газетами і журналами, для яких створює ілюстарції і карикатури. Популярності художника сприяють створені ним барвисті мальовані образи персонажів комедії масок П'єро і Коломбіни (1888). На відміну від багатьох живописців-сучасників, Вілет не захоплювався імпресіонізмом. 
У 1888 в Парижі проходить персональна виставка робіт художника.
Адольф-Леон займається оформленням численних кабаре, готелів і ресторанів на Монмартрі. У 1889 році він працює над декоруванням театру вар'єте Мулен Руж, ілюструє такі видання, як Le Chat noir, Le Courrier français, Le Triboulet, Le Rire, з 1901 року також L'Assiette au Beurre. Співпрацює в Le Pierrot (1888—1891), La Vache enragée (1896—1897), Le Pied de nez (1901), Les Humoristes (спільно з Олександром Стейнленом з 1901).
Дотримувався антисемітських поглядів. Під час процесу проти Дрейфуса в 1894 році зайняв активну антидрейфуську позицію, неодноразово виступав у пресі з принизливими для євреїв карикатурами. Співпрацював з журналом La Libre Parole illustrée в 1893—1897 роках, який очолював націоналіст-антисеміт Едуард Дрюмон.
У 1906 році художнику присвоюється звання кавалера Ордена Почесного легіону, а в 1912 році він стає офіцером ордена. У 1914 році Вілет вступає в «Католицький союз витончених мистецтв», бере участь в його месах.
У 1920 році він спільно з Жаном-Луї Фореном, Морісом Нюмоном, Раулем Жареном і Франциском Пульбо, проголошує створення «Вільної республіки Монмартр» (République libre de Montmartre), президентом якої Вілет залишався до середини 1923 року.
Помер у Парижі, похований на кладовищі Монмартра. Одна з площ Парижа поблизу Сакре-Кер була перейменована на честь художника в площу Вілет («square Willett») у 1927 році.

## Галерея

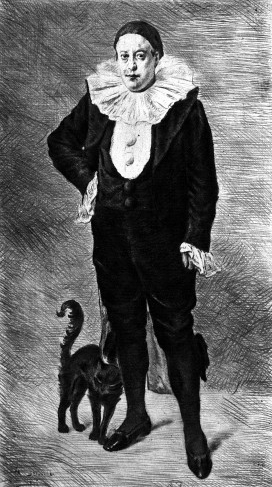
Марселен Дебутен, «Портрет Адольфа Вілета»
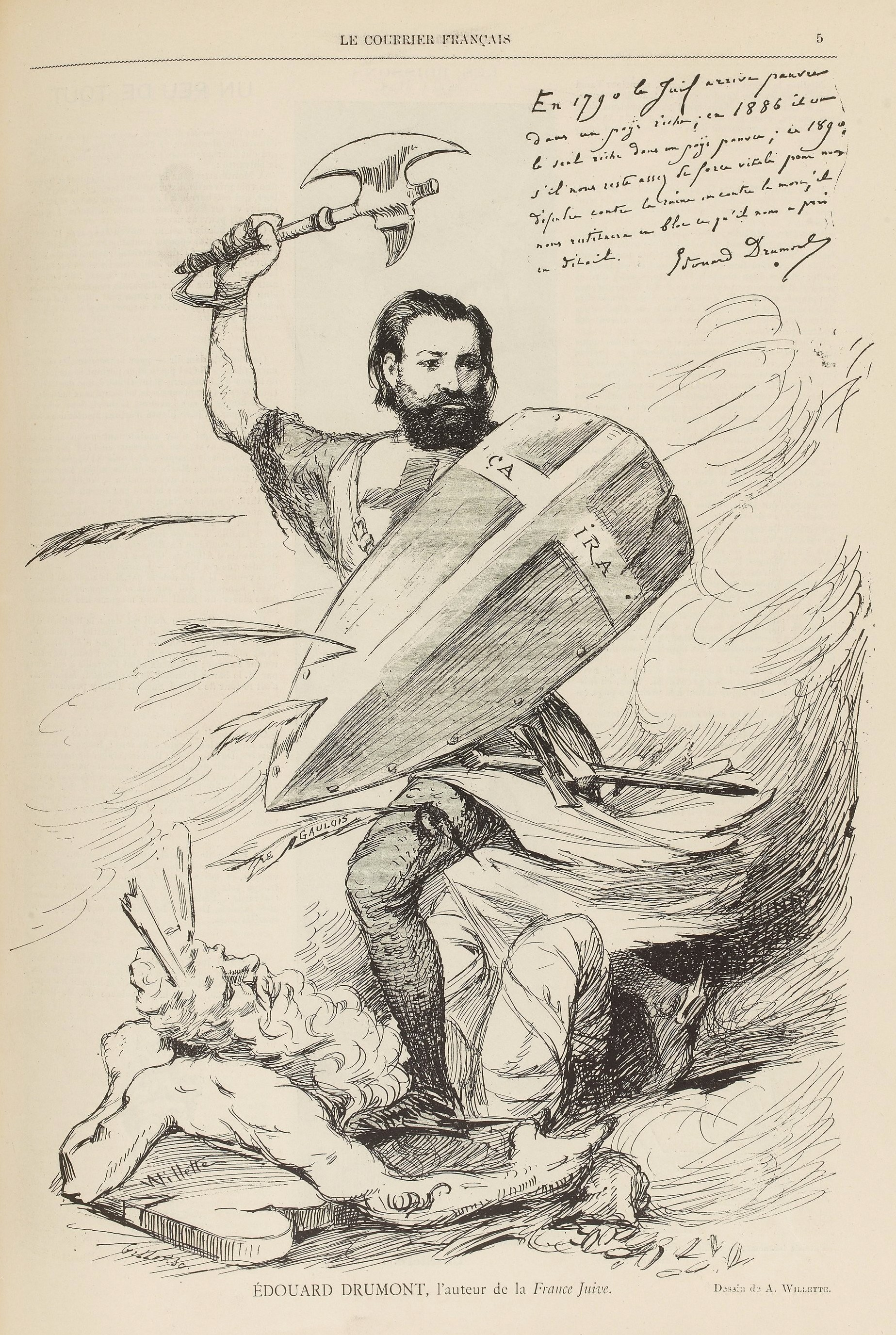
Із Французького кур'єра від 16 травня 1886
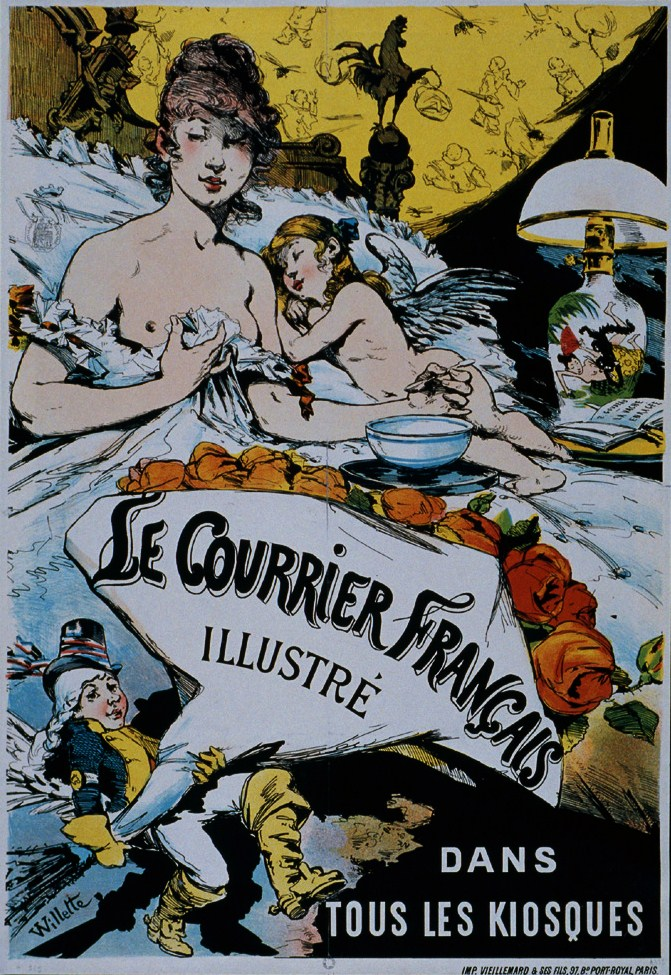
Le Courrier français illustré, афіша-літографія, 1890
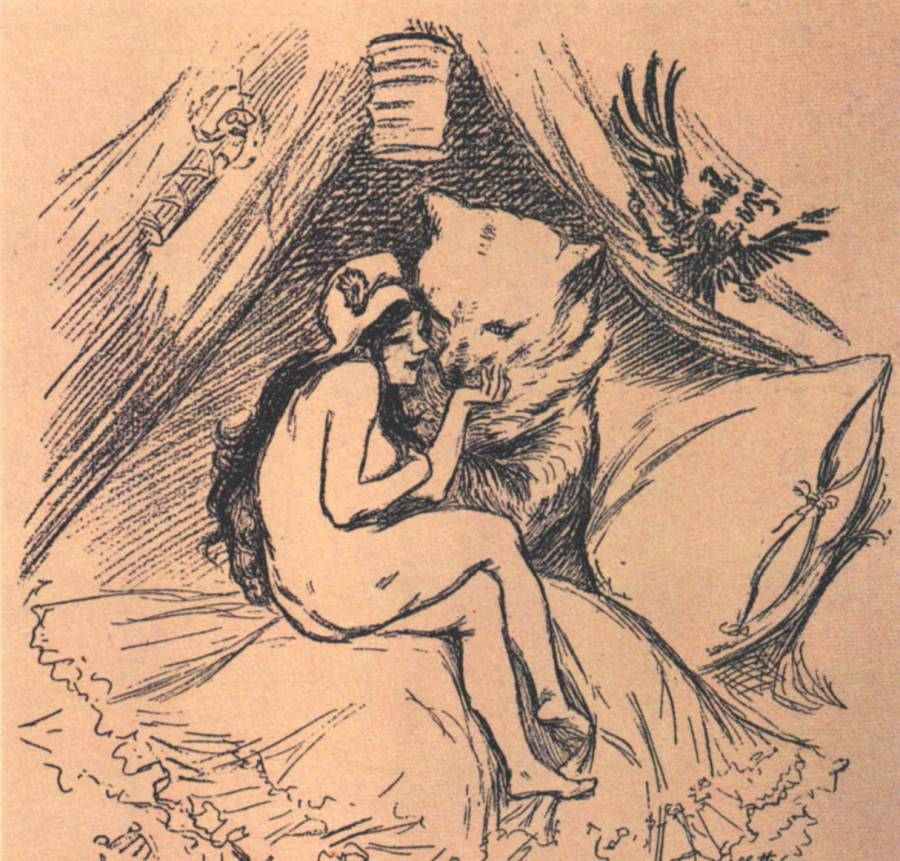
Маріанна-Франція і Ведмідь-Росія (до укладення франко-російського союзу), 1893
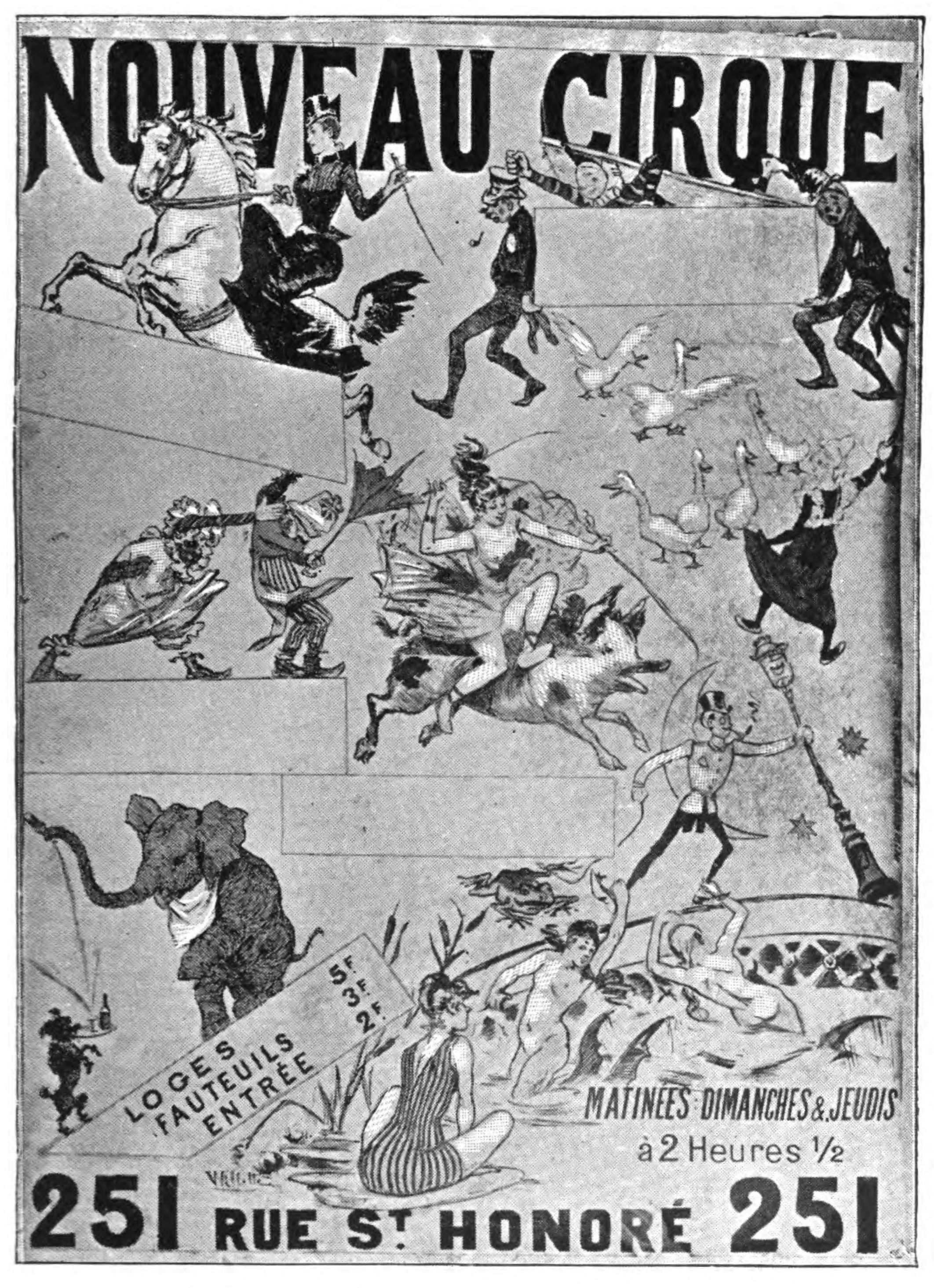
Афіша до відкриття Нового цирку («Nouveau cirque»), 1896
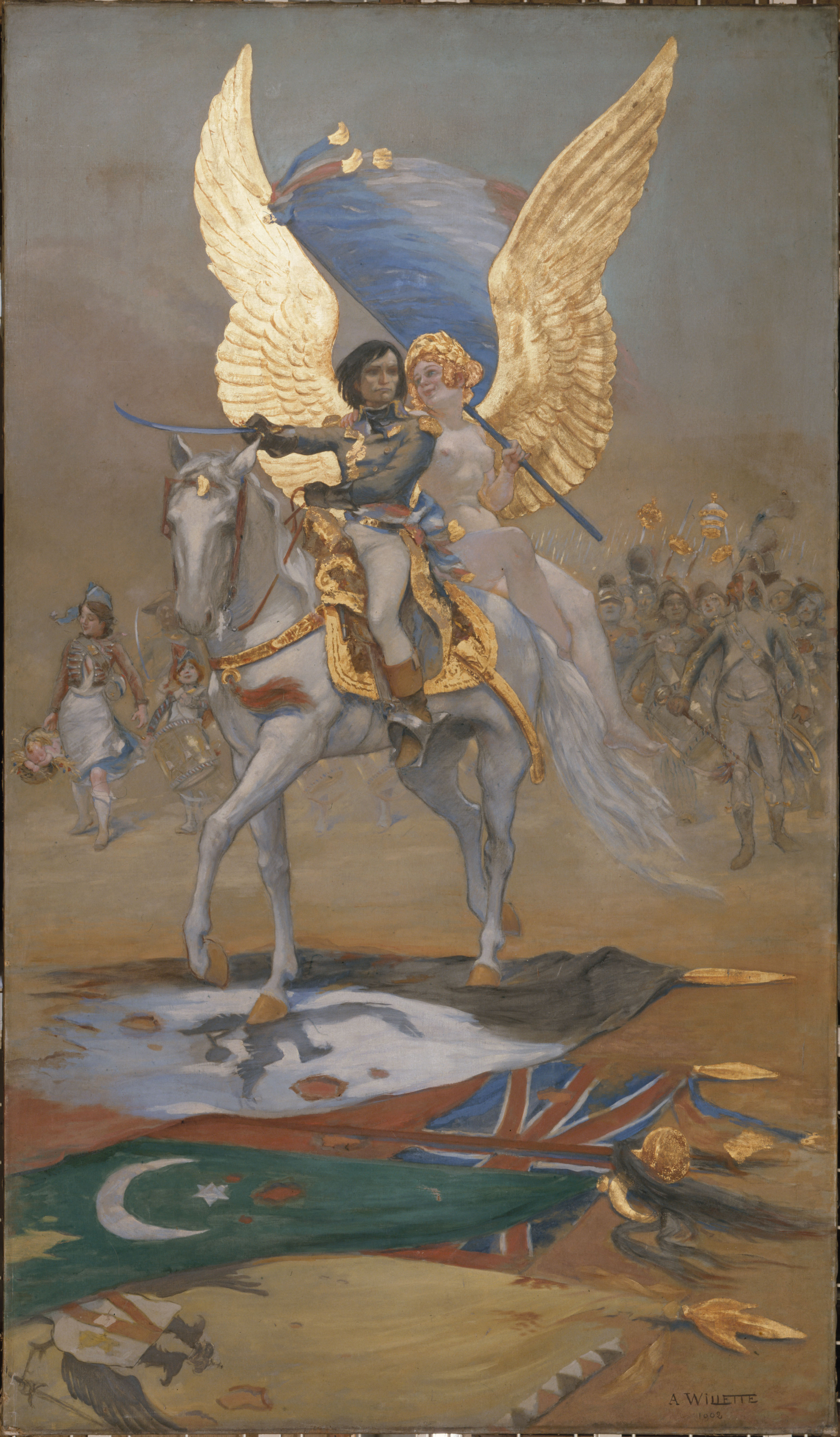
"À Bonaparte", вивіска кафе Lempereur на рю-Бонапарт, 1902
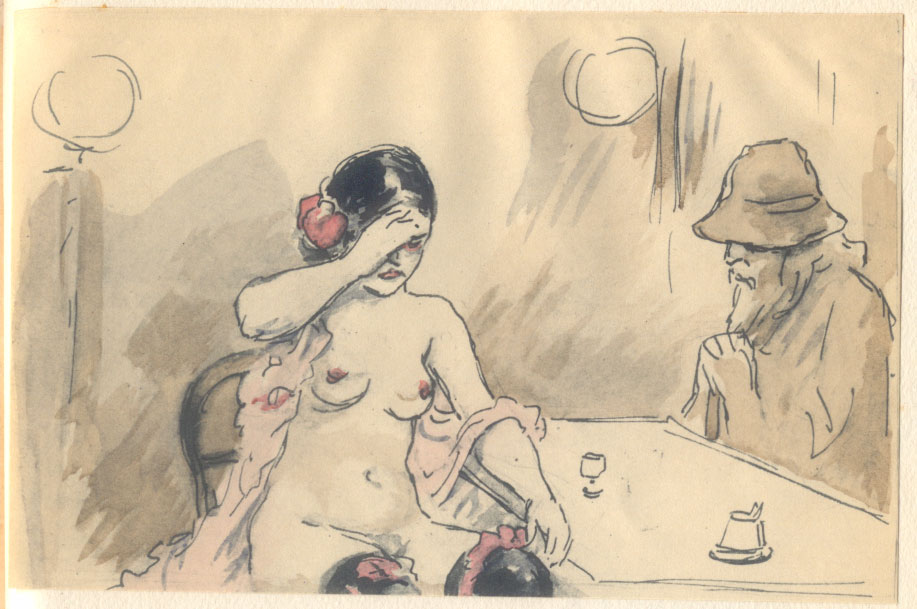
Мадлен, монолог і 9 рисунків, 1911
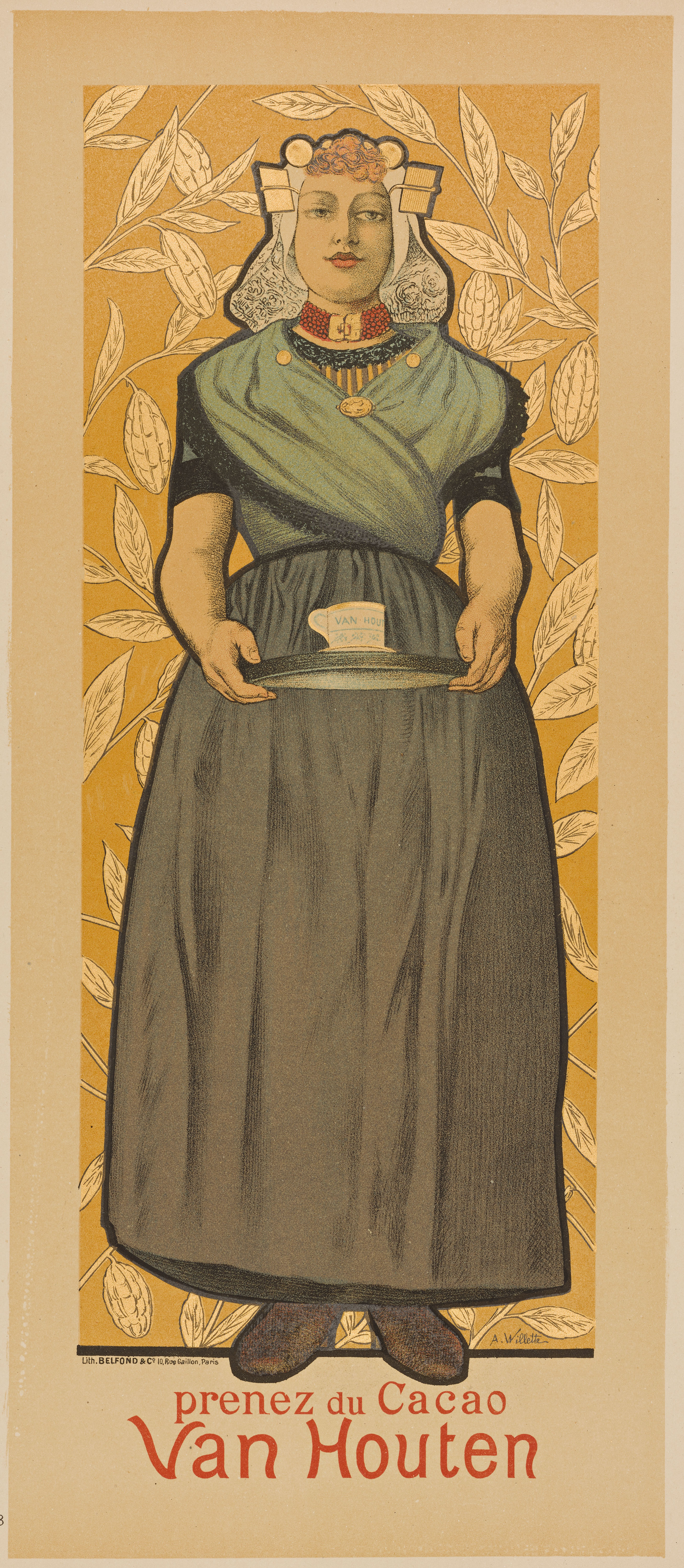
Реклама шоколаду Ван-Гутена, 1893
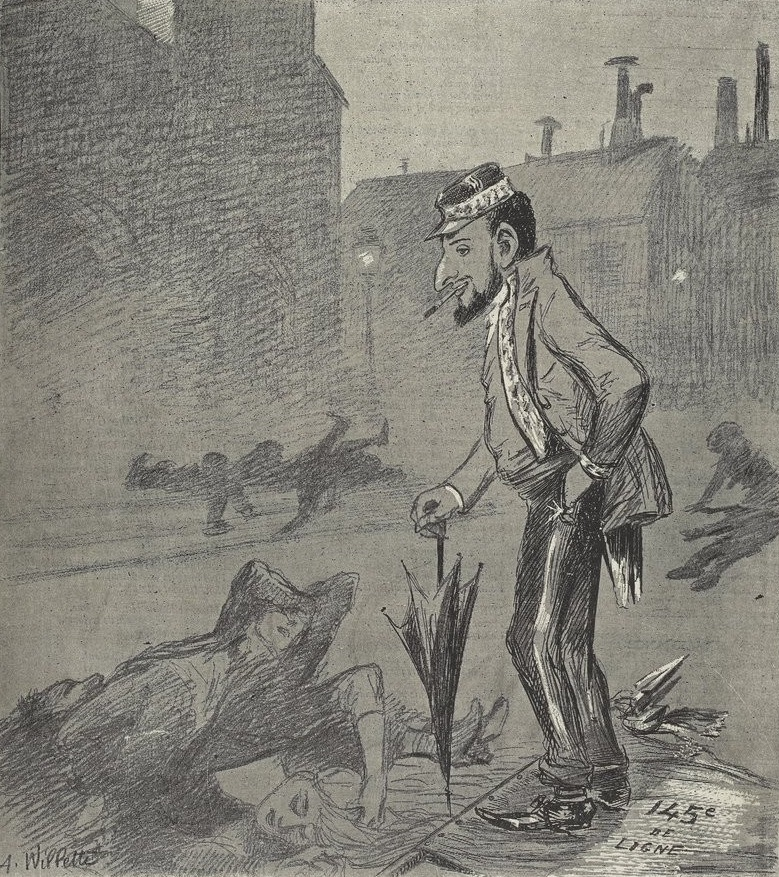
«Месьє Ісаак і його справи»
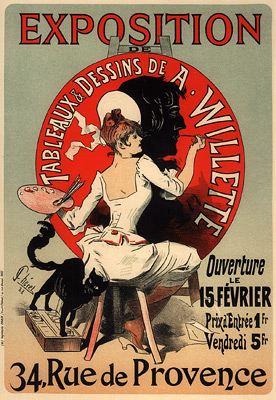
Афіша до виставки робіт художника
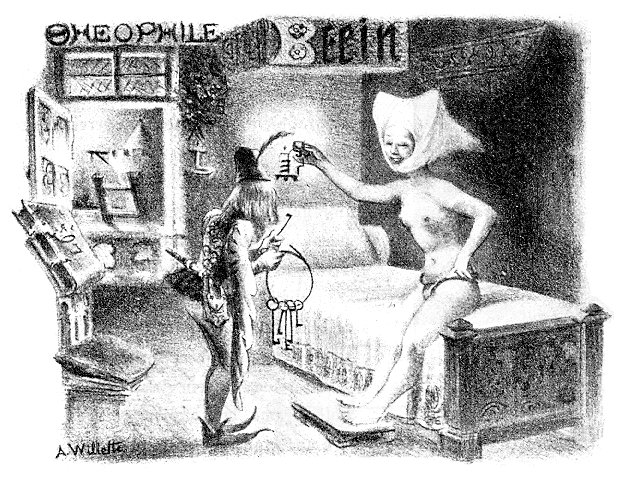
Візитна картка роботи А.Вілета
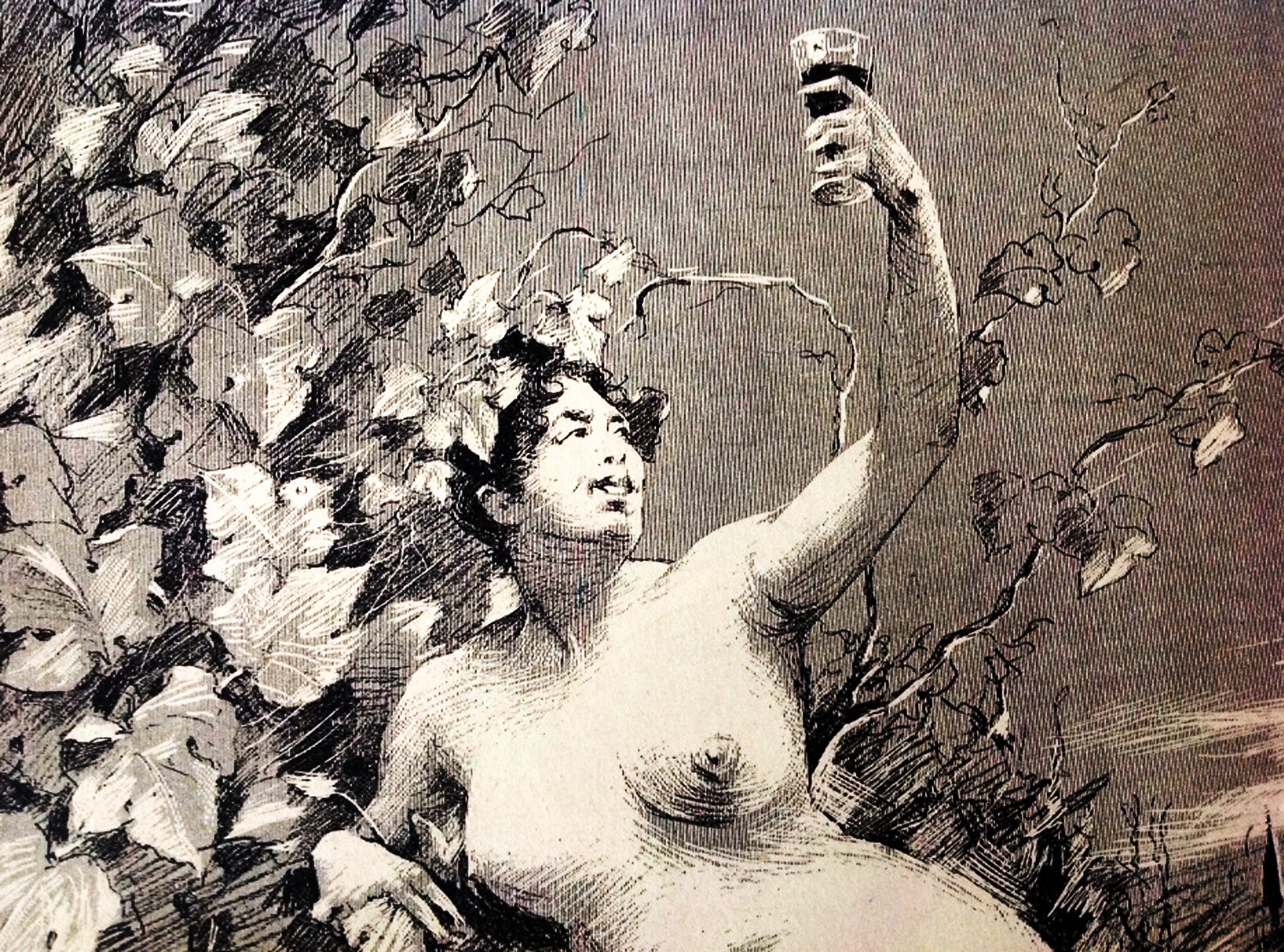
«Французький кур'єр», 1887